# Antonius Johannes Alexander Oderkerk

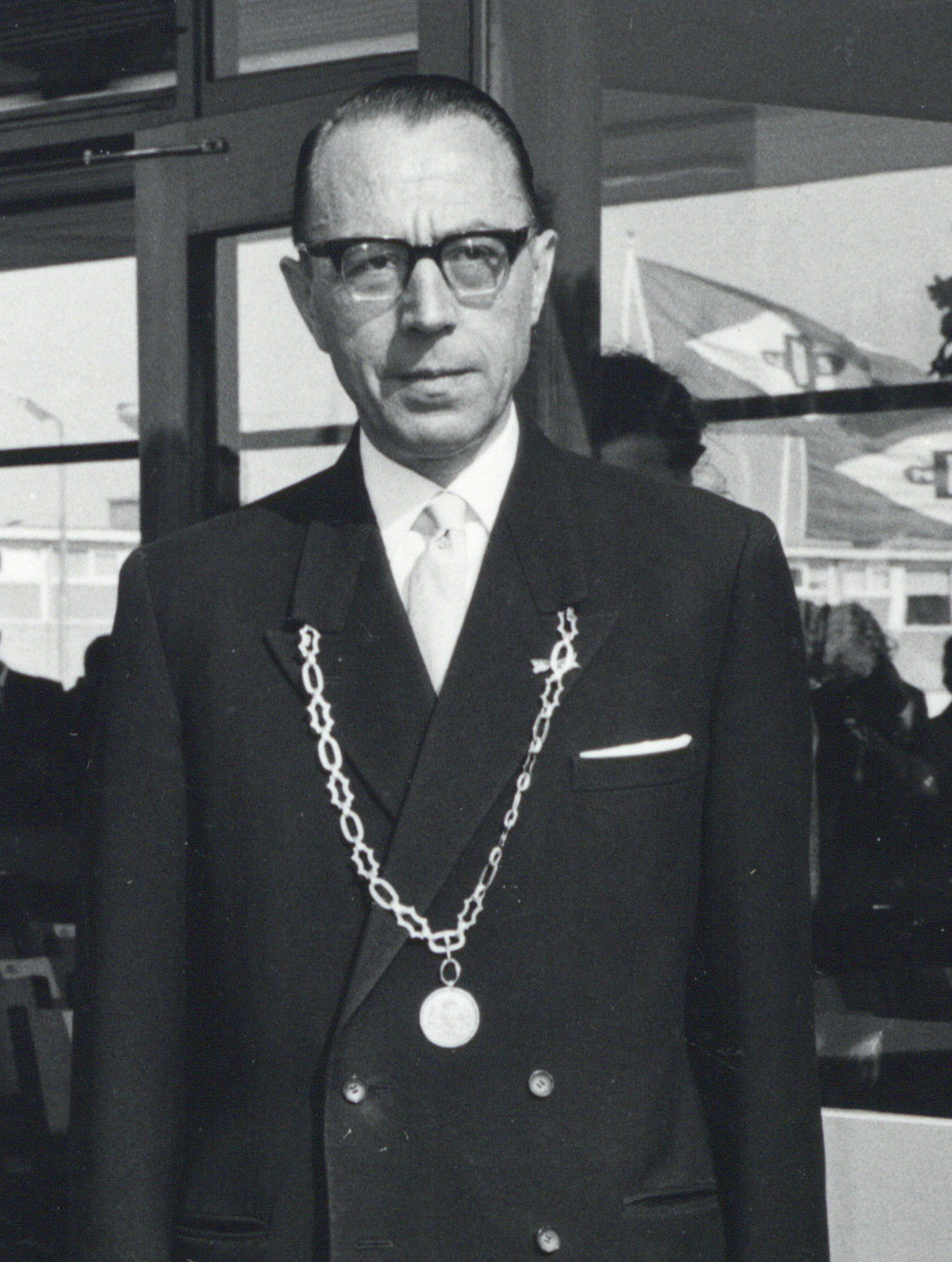
Burgemeester A.J.A. Oderkerk (1965)

Antonius Johannes Alexander Oderkerk (Arnhem, 25 oktober 1915 – 7 april 1976) was een Nederlands burgemeester.
Hij heeft gymnasium gedaan en was vervolgens vanaf 1936 twee jaar actief in de journalistiek. Daarna kreeg hij tijdens het vervullen van zijn dienstplicht een militaire kadertraining. Bij de Slag om de Grebbeberg in mei 1940 nam hij actief deel aan de gevechten. Enkele maanden later werd hij volontair bij de gemeentesecretarie van Renkum waar hij later een aanstelling als ambtenaar kreeg en het bracht tot commies. Tijdens de bezettingsjaren was hij betrokken bij het verzet. In juni 1946 werd Oderkerk burgemeester van Dussen. In augustus 1960 volgde zijn benoeming tot burgemeester van Etten-Leur. Tijdens dat burgemeesterschap overleed hij in 1976 op 60-jarige leeftijd. In het Etten-Leurse Oderkerkpark staat als monument voor hem een door Niel Steenbergen gemaakt beeldhouwwerk voorstellende een feniks.